# Storożewe (obwód doniecki)
Storożewe (ukr. Сторожеве) – wieś na Ukrainie, w obwodzie donieckim, w rejonie wołnowaskim. W 2001 liczyła 96 mieszkańców.